# Уэйд, Доминик
Доминик Уэйд (англ. Dominic Wade; род. 12 апреля 1990, Вашингтон, США) — американский боксёр-профессионал, выступающий в средней весовой категории, экс-претендент на титул чемпиона мира (2016).

## Профессиональная карьера
Уэйд дебютировал в 2009 году на профессиональном ринге во второй средней весовой категории (до 76 кг) и первые 5 поединков выиграл досрочно.

### Бой с Геннадием Головкиным
23 апреля 2016 года состоялся бой между Уэйдом и чемпионом мира по версиям WBA (super), IBF, WBC (interim) и IBO казахстанским боксёром Геннадием Головкиным. Поединок был санкционирован Международной боксёрской федерации и Уэйд выбран как ближайший претендент на бой с чемпионом мира по версии IBF, после того, как обязательный претендент на титул IBF в среднем весе 31-летний Туреано Джонсон получил травму плеча и отказался от возможности выйти на ринг с чемпионом мира Геннадием Головкиным. В бою Доминик Уэйд получил три нокдауна от непобеждённого казахстанца Геннадия Головкина и после третьего нокдауна не успел встать на счёт 10, после чего рефери зафиксировал нокаут во втором раунде и остановил бой.

## Результаты боёв
В таблице перечислены результаты всех поединков боксёров.
В каждой строке указан результат поединка. Дополнительно номер поединка обозначен цветом, который обозначает итог поединка. Расшифровка обозначений и цветов представлена в нижеследующей таблице.
| Пример | Расшифровка                     |
| ------ | ------------------------------- |
|        | Победа                          |
|        | Ничья                           |
|        | Поражение                       |
|        | Планируемый поединок            |
|        | Поединок признан несостоявшимся |
| КО     | Нокаут                          |
| ТКО    | Технический нокаут              |
| PTS    | Решение судей (по очкам)        |
| UD     | Единогласное решение судей      |
| MD     | Решение большинства судей       |
| SD     | Раздельное решение судей        |
| RTD    | Отказ от продолжения боя        |
| DQ     | Дисквалификация                 |
| NC     | Поединок признан несостоявшимся |

| Бой | Рекорд | Дата           | Соперник                   | Место боя                       | Результат       | Дополнительно |
| --- | ------ | -------------- | -------------------------- | ------------------------------- | --------------- | --- |
| 19  | 18-1   | 23 апреля 2016 | Геннадий Головкин (34-0-0) | Forum, Инглвуд, Калифорния, США | KO 2 (12), 2:37 | Проиграл бой за титул суперчемпиона по версии WBA (16-я защита Головкина), по версии IBO (13-я защита Головкина), по версии временного чемпиона WBC (4-я защита Головкина), по версии IBF (1-я защита Головкина). |
| 18  | 18-0   | 26 июня 2015   | Сэм Солиман (44-12-0)      | Шелтон, штат Вашингтон, США     | SD (10)         | |